# Дамы в уединении
«Дамы в уединении», другие переводы названия «Дамы на пенсии» и «Дамы в отставке» (англ. Ladies in Retirement) — фильм нуар режиссёра Чарльза Видора, который вышел на экраны в 1941 году.
В основу фильма положена одноимённая бродвейская пьеса, которую написали Реджинальд Денэм и Эдвард Перси Смит. Действие картины происходит в особняке недалеко от Лондона в 1885 году. В центре внимания фильма находится Эллен Крид (Айда Лупино), домохозяйка и компаньонка бывшей актрисы Леоноры Фиск (Изобел Элсом). Леонора разрешает Эллен поселить в свой дом двух её умственно отсталых сестёр (Эльза Ланчестер и Эдит Барретт). Когда Леонора больше не может больше выносить поведение сестёр, она просит Эллен удалить их из дома. Однако Эллен, которая поклялась не допустить помещения сестёр в психиатрическую клинику, убивает Леонору. Догадавшись об этом, нечистый на руку племянник Леоноры (Луис Хейуорд) начинает шантажировать Эллен, чтобы получить с неё деньги, однако в итоге его задерживают власти, а Эллен оставляет сестёр и уходит в неизвестном направлении.
Фильм был благоприятно принят критикой. Как непосредственно после выхода на экраны, так и позднее критики отмечали напряжённый, увлекательный сценарий, точную постановку, отлично созданную готическую атмосферу и великолепную актёрскую игру всех основных исполнителей, особенно выделяя 23-летнюю Айду Лупино.
Фильм принёс его создателям две номинации на «Оскар»: Лайонел Бэнкс и Джордж Монтгомери удостоились номинации за лучшую художественную постановку, а Моррис Столофф и Эрнст Точ — за лучший саундтрек.

## Сюжет
Действие фильма происходит в 1885 году в частном доме в болотистой местности недалеко от Лондона. В доме проживают его хозяйка, бывшая актриса варьете, немолодая и обеспеченная Леонора Фиск (Изобел Элсом), её экономка и компаньонка Эллен Крид (Айда Лупино) и молодая служанка Люси (Эвелин Кейс).
Однажды Эллен получает письмо от домовладелицы в Лондоне, в котором та сообщает о выселении двух её умственно отсталых сестер, Луизы (Эдит Барретт) и Эмили (Эльза Ланчестер), которые своим неадекватным поведением доставляют много проблем другим жильцам. Эллен понимает, что если она не заберёт сестёр к себе, то их поместят в психиатрическую клинику. Она уговаривает мисс Фиск разрешить сёстрам погостить пару дней в её доме, после чего уезжает за ними в Лондон. В её отсутствие в дом к мисс Фиск заходит проживающий в соседнем городке весёлый мошенник и проходимец Альберт Фезер (Луис Хейуорд). Будучи дальним родственником Эллен, он представляется её племянником. Заметив увлечение мисс Фиск водевилями, он рассказывает ей трогательную историю, как влюбился в актрису варьете и потратил на неё деньги, которые взял из банка, в котором работает. Эта история трогает мисс Фиск, напоминая ей о её артистической молодости. Она достаёт из печи, переоборудованной под сейф, шкатулку, из которой извлекает 12 фунтов, отдавая их Альберту без всякой расписки. Довольный Альберт удаляется, прося мисс Фиск, а затем и Люси не рассказывать Эллен о своём визите.
Два дня спустя приезжает Эллен со своими взрослыми сёстрами — капризной и дерзкой Эмили (Эльза Ланчестер) и наивной простушкой Луизой (Эдит Барретт). Сёстры мечтают жить вместе с Эллен, и она обещает им это устроить. С самого начала своего пребывания в доме мисс Фиск сёстры вносят хаос и беспорядок в спокойную и размеренную жизнь хозяйки. Эмили носит в дом всякий мусор, камни и дохлых птиц, кроме того, сёстры портят мебель и вещи мисс Фиск. В конце концов, по прошествии шести недель она просит Эллен увезти сестёр из её дома. Находясь в отчаянном положении, Эллен пытается спорить со своей хозяйкой, доказывая, что та должна проявить сострадание к несчастным сёстрам. Когда Эллен начинает давить на хозяйку, та объявляет, что увольняет и её. Вечером того же дня Эллен просит у мисс Фиск прощения и предпринимает ещё одну попытку уговорить её оставить сестёр в доме, так как иначе они будут помещены в психиатрическую клинику. Однако мисс Фиск остаётся непреклонна, и отказывается даже рассматривать предложение Эллен платить за их проживание, а также предложение поселить их на чердаке с отдельным входом. Разочарованная Эллен вынуждена уйти ни с чем. На следующее утро, собрав сестёр, Эллен говорит им, что мисс Фиск согласилась продать ей дом, а сама отправляется путешествовать. При этом Эллен берёт с сестёр обещание никому и никогда не рассказывать о том, что она купила дом. Под предлогом того, чтобы сёстры не помешали ей при проведении переговоров по сделке, Эллен отправляет их на весь день на пикник. Пока мисс Фиск в гостиной в одиночестве играет на фортепиано свою любимую водевильную мелодию, Эллен подкрадывается сзади и душит её.
Несколько дней спустя заходят две монахини из соседнего монастыря (Эмма Данн, Куинни Леонард), чтобы попросить немного лампового масла. Эллен сообщает им, что мисс Фиск отправилась в длительное путешествие, оставив на хозяйстве её. Эллен посылает Люси в сарай за маслом, где та обнаруживает прячущегося Альберта. Люси подтверждает ему, что Эллен не знает о его предыдущем визите, после чего Альберт решает зайти через парадную дверь. Эллен узнаёт Альберта, однако совсем не рада видеть его. Он признаётся, что его разыскивают по делу о банковской растрате в соседнем городке и просит Эллен на время спрятать его в доме. Она не хочет выдавать Альберта полиции из опасения, что та заинтересуется, куда пропала мисс Фиск. Потому Эллен обещает Альберту купить билет на пароход в другую страну и дать с собой немного денег. Вечером, когда все ложатся спать, Альберт вскрывает замок сейфа в печи, однако обнаруживает, что пространство за дверцей заложено кирпичом. Альберт начинает догадываться, что в доме что-то произошло, и Эллен пытается это скрыть.
На следующий день, пока Люси убирается в комнате мисс Фиск, Альберт пытается обнять и поцеловать служанку. Она отталкивает его на шкаф с которого из коробки выпадает любимый парик мисс Фиск, которая всегда носила парики. Заглянув в шкаф, они видят, что мисс Фиск оставила также всю свою одежду, в том числе ту, которая куплена совсем недавно. Подозрения Альберта усиливаются на следующий день, когда Эмили проговаривается ему, что мисс Фиск продала дом Эллен, а также когда зашедшие монахини отмечают, что мисс Фиск никогда не упоминала, что собирается уезжать. После этого Альберт тайно вскрывает письмо, адресованное мисс Фиск, из которого он узнаёт, что банк ставит под сомнение её подпись на последних чеках и просит подписать их заново. Альберта настораживает, что чеки были подписаны уже после отъезда мисс Фиск, о чём он делится с Люси. Запечатав письмо, Альберт отдаёт его Эмили, которая, читая его, приходит в сильное волнение и быстро садится писать ответ. Когда она уходит, чтобы бросить письмо в почтовый ящик, Альберт и Люси с помощью зеркала пытаются разобрать текст ответа Эллен, отпечатавшийся на пресс-папье. Из ответа они понимают, что Эллен подписалась как Леонора Фиск, а неправильный почерк объяснила вывихом руки. Альберт догадывается, что Эллен выдаёт себя за мисс Фиск, которую, вероятно, убила и замуровала в печи.
На следующее утро за Альбертом приезжает повозка, чтобы отвезти его на корабль, однако он остаётся, решая шантажировать Эллен. С помощью Люси он начинает разбирать кирпичную кладку в печи, однако не успевает довести дело до конца, так как из города возвращается Эллен. Она заявляет, что видела в городе мисс Фиск, которая собирается вернуться в дом, и потому просит Альберта удалиться как можно скорее. В ответ Альберт постукивает трубкой по крыше печи и говорит, что ему приснилось, будто мисс Фиск умерла. Той же ночью, лёжа в постели, Эллен слышит доносящейся снизу звучание любимой водевильной мелодии мисс Фиск. В смятении она спускается вниз по лестнице, где видит со спины незнакомую женщину в парике мисс Фиск, которая сидит за пианино. Вскрикнув от ужаса, Эллен теряет сознание и падает. На следующее утро Альберт, уже уверенный в том, что Эллен убила мисс Фиск, открыто говорит ей об этом. Не в силах больше скрывать своё преступление, Эллен ему признаётся в убийстве. Альберт говорит, что не собирается доносить на неё в полицию, однако требует взамен 500 фунтов за своё молчание. Подслушав этот разговор, Люси понимает, с какими порочными людьми имеет дело. С криком она убегает из дома. В этот момент в дом стучат монахини, чтобы предупредить Эллен о том, что рядом с домом полиция разыскивает её племянника. Услышав это, Альберт забирает билет и деньги и сбегает, приглашая Эллен бежать вместе, однако она отказывается. Вскоре появляются сёстры, которые рассказывают, что видели на улице, как несколько мужчин гнались за Альбертом и поймали его. После этого Эллен надевает пальто и шляпку и выходит на улицу. На вопрос сестёр, скоро ли она вернётся, Эллен отвечает, что нескоро, после чего уходит сквозь туман в направлении болот.

## В ролях
- Айда Лупино — Эллен Крид
- Луис Хейуорд — Альберт Фезер
- Эвелин Кейс — Люси
- Эльза Ланчестер — Эмили Крид
- Эдит Барретт — Луиза Крид
- Изобел Элсом — Леона Фиск
- Эмма Данн — сестра Тереза
- Куинни Леонард — сестра Агата
- Клайд Кук — Бейтс

## Создатели фильма и исполнители главных ролей
Рождённый в Венгрии режиссёр Чарльз Видор более всего известен постановкой фильма нуар «Гильда» (1946). Он поставил ещё несколько значимых картин, среди них «Маска Фу Манчу» (1932), «Двойная дверь» (1934), «Тупик» (1939), «Девушка с обложки» (1944), «Люби меня или покинь меня» (1955) и «Джокер» (1957).
Айда Лупино, происходившая из известной британской актёрской семьи, сделала успешную кинокарьеру сначала в Великобритании, а затем и в Голливуде. К числу её лучших голливудских картин относятся, в частности, «Приключения Шерлока Холмса» (1939), «Они ехали ночью» (1940), «Высокая Сьерра» (1941), «Морской волк» (1941), «Придорожное заведение» (1948) и «На опасной земле» (1951). Начиная с 1949 года, Лупино поставила также семь фильмов, став одной из первых женщин-режиссёров в Голливуде. Среди её наиболее значимых режиссёрских работ — нуаровые драмы «Оскорбление» (1950), «Автостопщик» (1953) и «Двоеженец» (1953).
Луис Хейуорд родился в Южной Африке, начинал актёрскую карьеру в Великобритании, а с 1935 года стал работать в Голливуде. Наиболее удачными картинами Хейуорда стали приключенческие драмы «Человек в железной маске» (1939) и «Возвращение Монте-Кристо» (1946), криминальные драмы и фильмы нуар «И не осталось никого» (1945), «Повторное исполнение» (1947), «Безжалостный» (1948) и «Дом у реки» (1950).

## История создания фильма
Как отмечено в журнале TV Guide, изначальная пьеса была основана на реальной истории, которая произошла во Франции в 1886 году, когда Евфразия Мерсье (фр. Euphrasie Mercier) убила свою компаньонку Элоди Менетре (фр. Elodie Menetret), чтобы добыть деньги для содержания своих безумных сестёр.
Основываясь на этой истории, драматурги Реджинальд Денэм и Эдвард Перси написали пьесу «Дамы в уединении», которая с успехом шла на Бродвее с марта по август 1940 года, выдержав 151 представление.
По информации Hollywood Citizen-News, знаменитый театральный продюсер Гилберт Миллер (англ. Gilbert Miller), который владел правами на пьесу Дэнема и Перси, презирал кинобизнес и не позволял экранизировать ни одну из принадлежащих ему пьес, пока не познакомился с будущим продюсером фильма Лестером Коуаном. Миллер был настолько впечатлён Коуаном, что согласился передать ему права на производство фильма в обмен на долю в доходах и должность сопродюсера.
Как сообщал «Голливуд репортер», на роли тронутых сестёр Крид рассматривались актрисы Лиллиан Гиш, Джудит Андерсон, Полин Лорд, Лоретт Тейлор и Хелен Чендлер. В заметке в «Нью-Йорк таймс» сообщалось, что Розалинд Расселл также проявила интерес к тому, чтобы сыграть одну из сестёр.
Актриса Изобел Элсом также играла миссис Фиск и в бродвейской театральной постановке.
Ради роли в этом фильме Айда Лупино, которая в то время была замужем за своим экранным партнёром Луисом Хейуордом, была взята в аренду у студии Warner Bros. Как она позднее написала в автобиографии, роль Эллен Крид была её любимой киноролью.
Во время демонстрации вступительных титров камера движется по болоту, показывая надгробия с написанными на них именами актёров.

## Влияние пьесы «Мышьяк и старые кружева» и жанровая особенность фильма
Как отметили киноведы Микита Броттман и Дэвид Стерритт, «фильм относится к мини-жанру историй о казалось бы приличных людях, которые порождают такие неблагородные вещи, как насилие и убийство». Самой знаменитой историей такого типа является комедия Джозефа Кессельринга «Мышьяк и старые кружева» (1944), в которой речь идёт о журналисте, который обнаруживает, что его девственные тёти являются серийными убийцами. Она была написана для сцены в 1939 году и поставлена как фильм Фрэнком Капрой в том же году, когда был сделан «Дамы в уединении». Однако фильм Капры задержали с выходом в прокат до тех пор, пока пьеса не перестала идти на бродвейской сцене в 1944 году, то есть на три года. По мнению Броттмана и Стерритта, комедия Кессельринга, возможно, вдохновила Реджинальда Денэма и Эдварда Перси, когда они писали сценическую версию «Дам в уединении», которая шла на Бродвее в течение нескольких месяцев в 1940 году, а также когда они писали сценарий для фильма Чарльза Видора. Как полагают Броттман и Стерритт, популярность «Мышьяка» могла бы также объяснить, почему Columbia Pictures попыталась предлагать на рынке фильм «Дамы в уединении» скорее как безумную забаву, чем как страшную мелодраму. «Чтобы это ни было, это точно не безумство смеха». Как в 1941 году отметил рецензент «Нью-Йорк таймс», «хотя продюсеры пытались создать впечатление, что фильм „Дамы в уединении“ — это почти, хотя и не совсем, такой же весёлый фильм, как комедии Эббота и Костелло, это не должно ввести вас в заблуждение».

## Оценка фильма критикой

### Общая оценка фильма
Как написал после выхода фильма рецензент «Нью-Йорк таймс», «этот фильм представляет собой упражнение в медленном наращивании ужаса со всеми психологическими атрибутами викторианского триллера». По словам критика, он «скрупулёзно сделан, красиво снят и напряжённо сыгран, особенно в центральной роли, и по большей части он передаёт все кошмарные нюансы сценария столь же сильно, как и оригинальная версия пьесы. Местами благодаря интересной игре камеры фильм даже поднимается до уровня захватывающей дух мелодрамы». Рецензент отмечает, что «это чрезвычайно сложная пьеса, потому что её саспенс построен вокруг нарастающего масштаба кульминаций, которые необходимо подчеркивать с безошибочной тонкостью». И режиссёр Чарльз Видор «сделал всё это с чётко просчитанным чувством меры». При этом критик отмечает, что «несмотря на всё своё совершенство, надо добавить, что этот фильм требует терпения», так как «не гонит историю вперёд, а наращивает кошмар постепенно».
Как подчёркивают Микита Броттман и Дэвид Стерритт, «Дамы в уединении» — это не самое захватывающее название для фильма, «однако это не должно вас обмануть. В этой страшной мелодраме Видора происходит много мрачного, даже если отдача картины и покажется невысокой по стандартам современных триллеров». Броттман и Стеррит далее пишут, «смотря картину сегодня, трудно представить, как обозреватель „Нью-Йорк таймс“ мог увидеть, что от неё „волосы встают дыбом“». Современные кинозрители скорее согласятся с критиком Полин Кейл, которая сказала, что «кажется, что фильм воспринимает себя слишком серьёзно, как будто это на самом деле психологическое исследование». Тем не менее, если «посмотреть его без света, вы пару раз наверняка испугаетесь».
В рецензии TV Guide было отмечено, что это «умело поставленная жуткая история с отличной актёрской игрой», действие которой происходит в английском болотном крае. Спенсер Селби назвал картину «сильным малоизвестным нуаром, в котором домохозяйка убивает свою работодательницу, чтобы защитить двух своих тронутых сестёр». Деннис Шварц назвал фильм «восхитительной и жуткой криминальной драмой в стиле Гран-Гиньоль… Хотя это сценическая готическая мелодрама, она очень хорошо проработана и увлекательна».
По мнению современного киноведа Крейга Батлера, этот «триллер слегка чересчур предсказуем,… а также страдает от того, что слишком привязан к сцене. Хотя дом, в котором снят буквально весь фильм, снят соответствующим образом атмосферно и очень хорошо проработан с художественной точки зрения, всё равно фильму не хватает визуального разнообразия». Как предполагает Батлер, «Видор, возможно, намеревался превратить этот гандикап в достоинство, создав ощущение клаустрофобии, которое усиливало бы воздействие фильма. Вместо этого, всё, что он даёт фильму, это делает фильм немного визуально онемевшим (это даже несмотря на некоторые хорошо подобранные ракурсы и атмосферные кадры)». По мнению критика, «Видору не оказывает поддержки и сценарий, который очень хорошо проработан, но немного очевиден и слишком ходулен в диалогах». Как заключает Батлер, это «приемлемый фильм, но не более того. Это фильм того типа, который много раз делался лучше».

### Оценка актёрской игры
Актёрская игра удостоилась высокой оценки критики. Как написал рецензент «Нью-Йорк таймс», «прежде всего, надо отдать должное Айде Лупино, так как именно её роль является ключом к саспенсу. Возможно, она слишком хрупка, чтобы изображать флегматичную угрозу, которая таилась в оригинальном исполнении Флоры Робсон, но тем не менее она является той тонкой лентой напряжённости, благодаря которой от фильма волосы встают дыбом». По мнению критика, «искусно и чётко играют также Луис Хейуорд в роли повесы-племянника и Изобел Элсом в роли убитой хозяйки». При этом Эдит Барретт и Эльза Ланчестер «в ролях взбалмошных сестёр, лишь частично передают жалкую комедию своих детских слабостей и эксцентричных истерик».
Крейг Батлер также отметил, что «к счастью, у фильма очень хороший актёрский состав, в котором сумасшедшие тётушки Эльзы Ланчестер и Эдит Барретт сражаются за высшее признание, Айда Лупино не менее впечатляет, выдавая прекрасно проработанную игру, и всегда попадая во все нужные ноты». По мнению Батлера, «лишь Луис Хейуорд с ужасной попыткой изобразить английский акцент, не дотягивает до цели».
По мнению Броттман и Стерритта, «сдержанная драматическая сила фильма в основном проистекает из мрачной операторской работы Джорджа Барнса и крепкой игры основных актеров». По мнению критиков, «наивысших почестей заслуживает Айда Лупино, смелая и целенаправленная актриса, которая в конце 1940-х годов стала плодовитым кино- и телережиссёром». Хотя в театральной версии Эллен было 60 лет, Видор рискнул доверить роль 23-летней Лупино, решив, что она сможет сыграть 40-ленюю с нужным гримом и сильным светом, который скрыл бы гладкость её лица. Это, по словам критиков, сработало. «Лупино выглядит так, как будто она вне возраста в своей роли, играя Эллен как туго скрученный комок нервов, кипящий решимостью под совей обычно спокойной внешностью». Броттман и Стерритт также отмечают работу Эльзы Ланчестер, известную в то время по фильму «Невеста Франкенштейна» (1935), которая запомнилась как буйная сестра Эмили. Обратила на себя внимание и Эвелин Кейс, «тогдашняя возлюбленная Видора, которая хорошо сыграла Люси, это важная роль второго плана». И, наконец, «Изобел Элсом пришла из сценической постановки, чтобы повторить свой образ мисс Фиск, максимально используя свой образ неукротимой старой дамы». С другой стороны, «хуже дела у Луиса Хейуорда, который слишком откровенно разыгрывает мошенника, и у Эдит Барретт, которая переигрывает невинность Луизы, подобной ребёнку сестры».
По мнению Шварца, «все актёры выдают поразительную игру». Особенно это касается «23-летней Лупино, которая сыграла 40-ленюю старую деву с ледяным совершенством, без малейшего грима». Как написано в рецензии TV Guide, «в этой отличной киноверсии театральной пьесы Лупино боролась со своей молодостью и аурой кинозвезды, чтобы создать свой образ, придав ему некоторую напряжённость, и ей это прекрасно удалось благодаря использованию всего того, что было в её репертуаре». Как полагает Майкл Кини, «Лупино в свои 23 года испытывала трудности, чтобы выдать себя за старую деву сорока с лишним лет, но она выдаёт отличную игру в роли отчаянной женщины, цель которой в жизни — защитить своих психически нездоровых сестёр Барретт и Лэнчестер, который хороши в роли безобидно сумасшедших сестёр» .

## Признание и ремейки
Фильм удостоился двух номинаций на «Оскар». Лайонел Бэнкс и Джордж Монтгомери номинацию за лучшую художественную постановку, а Моррис Столофф и Эрнст Точ — за лучшую музыку.
В 1951 году на канале NBC в рамках телепрограммы «Роберт Монтгомери представляет» вышел телефильм «Дамы в уединении», в котором главные роли сыграли Лилиан Гиш, Уна О’Коннор и Бетти Синклер.
В 1954 году в телепрограмме «Видеотеатр „Люкс“» также вышла телепостановка под тем же названием, в которой роль Эллен Крид сыграла Клер Тревор, а Изобел Элсом, Эльза Ланчестер и Эдит Барретт повторили свои кинороли.
В 1969 году студия Columbia сделала ремейк этого фильма под названием «Безумная комната» (англ. The Mad Room), который поставил Бернард Джирард, а главные роли исполнили Стелла Стивенс и Шелли Уинтерс.